# Route nationale 22 (Madagaskar)
Die Route nationale 22 (RN 22) ist eine 53 km lange meist befestigte Nationalstraße in der Provinz Analanjirofo im Nordosten von Madagaskar. Sie zweigt bei Fenoarivo Atsinanana von der Route nationale 5 ab und führt über Vavatenina nach Anjahambe. 